# Cessna 525 CitationJet
El Cessna CitationJet / CJ (Modelo 525) es un avión de negocios ligero fabricado por la compañía Cessna en Wichita,Estados Unidos. La marca CitationJet incluye siete modelos de reactores ejecutivos, siendo el Modelo 525 CitationJet la base de desarrollo esta la familia de aviones, que está compuesta por los CJ, CJ1, CJ1+, CJ2, CJ2+, CJ3 y CJ4.

## Variantes

### Modelo 525

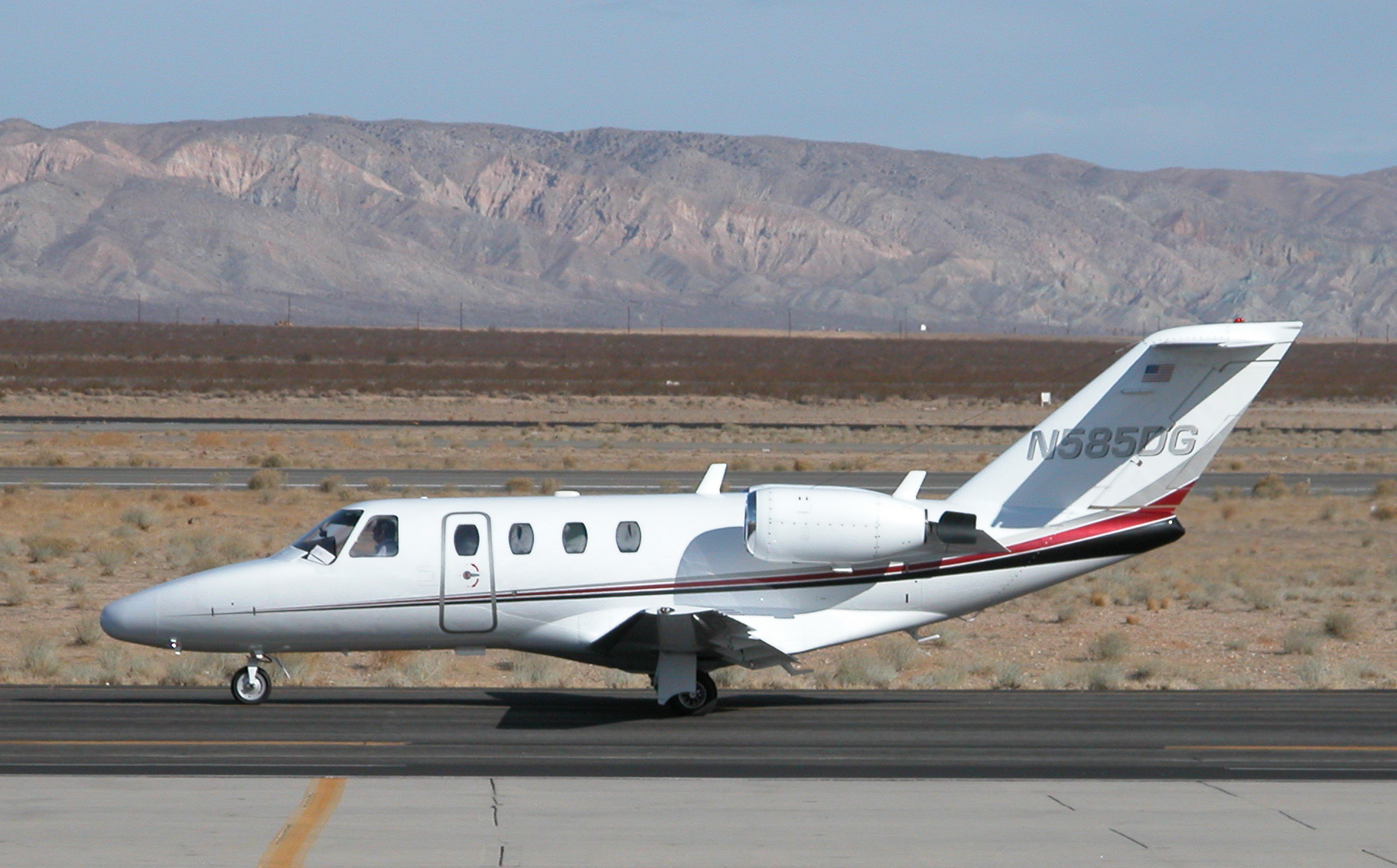
Cessna Citation CJ1 en el Aeropuerto de Mojave en 2007.

El Cessna Citation CJ1, es un avión con capacidad para 4 pasajeros.
Dos motores de reacción Williams International FJ44-1AP. 
Velocidad de crucero de 720 Kilómetros/hora.
Rango de operaciones de 1300 mn.
CJ1
CJ1+

### Modelo 525A

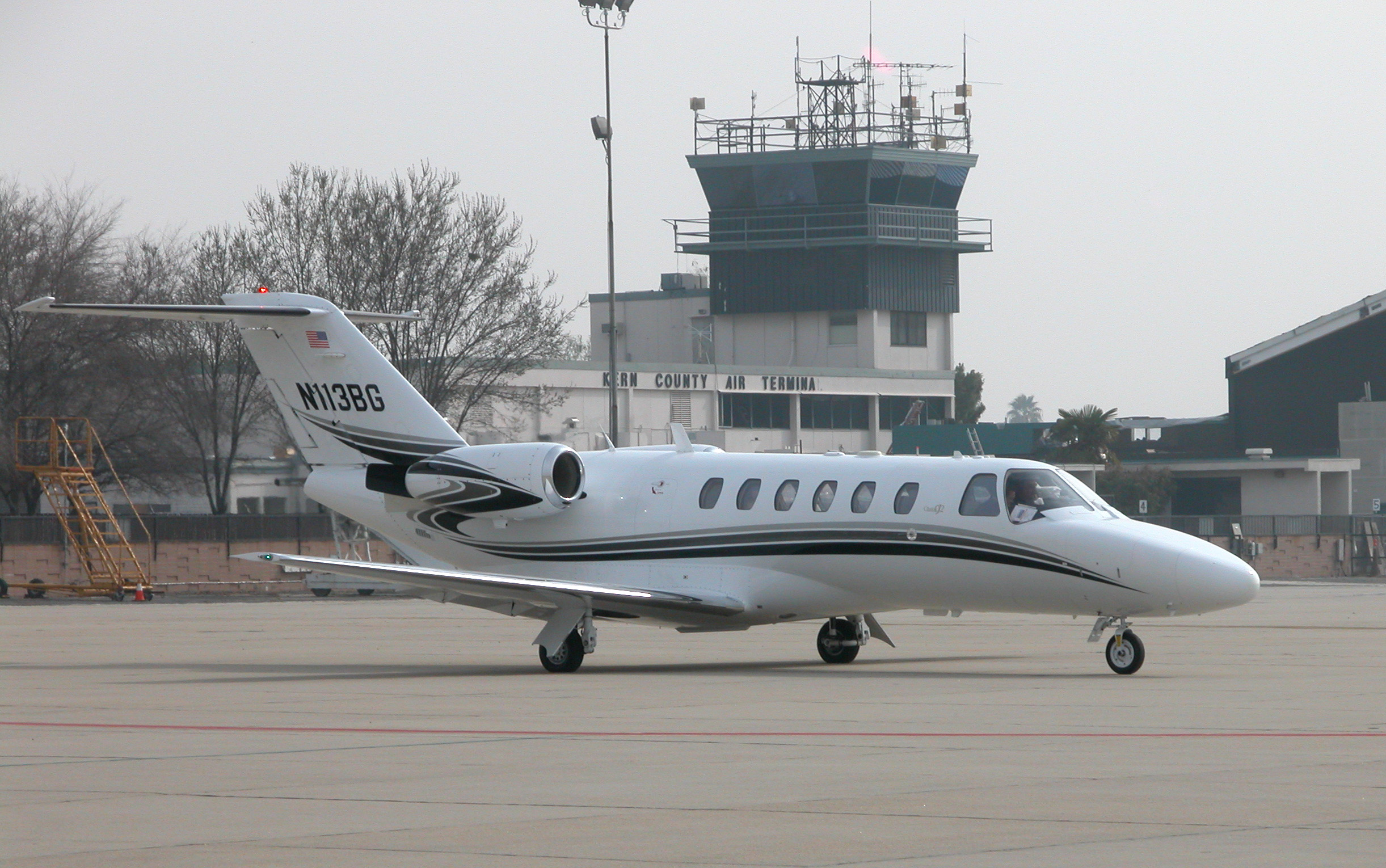
Cessna Citation CJ2 (N113BG) en Bakersfield, California

El Cessna Citation CJ2, es un mini jet con capacidad para 4/6 pasajeros.
Dos motores de reacción Williams International FJ44-3A-2A.
Velocidad de crucero de 740 Kilómetros/hora.
Rango de operaciones de 1613 mn.
CJ2
CJ2+

### Modelo 525B

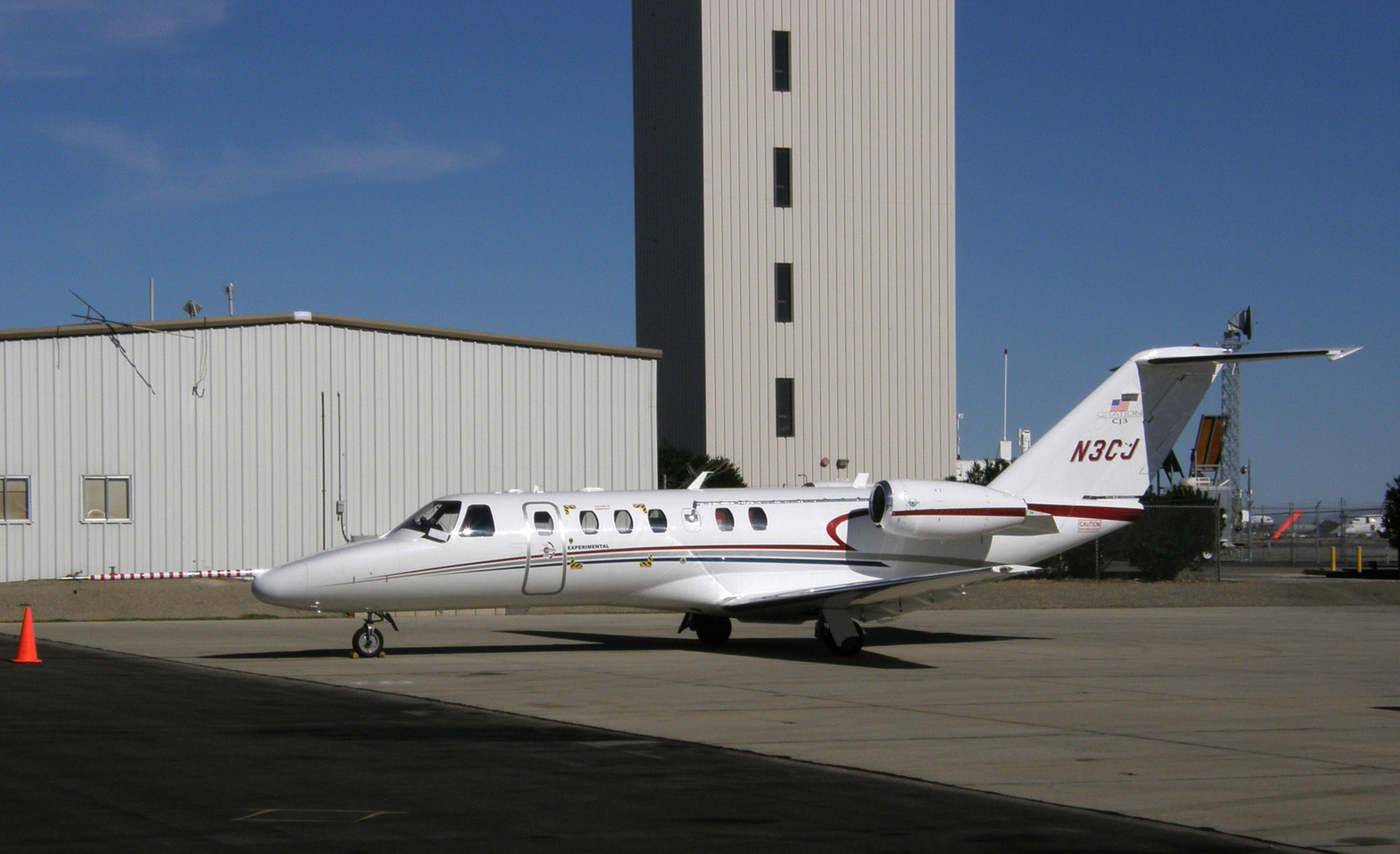
Un Citation CJ3 de prueba en vuelo en la National Test Pilot School, Mojave, en 2007

El Cessna Citation CJ3, es un lujoso mini jet con capacidad para 6 pasajeros.
Dos motores de reacción Williams International FJ44-3A.  
Velocidad de crucero: 770 Kilómetros/hora.
Rango de operaciones de 1849 mn.

### Modelo 525C
El Cessna Citation CJ4, es un lujoso mini jet con capacidad para 8 pasajeros. 
Dos motores de reacción: Williams International FJ44-4A, turbofan y tecnología FADEC que le proporcionan un empuje subsónico.
Velocidad de crucero: 839 Kilómetros/Hora (493 nudos).
Rango de operaciones de 2002 mn.

## Especificaciones
| Modelo                 | M2 (CJ1)                          | CJ2+                              | CJ3+                              | CJ4                               |
| ---------------------- | --------------------------------- | --------------------------------- | --------------------------------- | --------------------------------- |
| Tripulantes            | 1 or 2                            | 1 or 2                            | 1 or 2                            | 1 or 2                            |
| Max. pasajeros         | 7                                 | 9                                 | 9                                 | 10                                |
| Longitud               | 12.98 m                           | 14.53 m                           | 15.59 m                           | 16.26 m                           |
| Altura                 | 4.24 m                            | 4.27 m                            | 4.62 m                            | 4.69 m                            |
| Longitud de las alas   | 14.40 m                           | 15.19 m                           | 16.26 m                           | 15.49 m                           |
| Superficie alar        | 22.3 m²                           | 25 m²                             | 27.32 m²                          | 30.66 m²                          |
| Dimens. secc. cabina   | 1.45 m de altura, 1.47 m de ancho | 1.45 m de altura, 1.47 m de ancho | 1.45 m de altura, 1.47 m de ancho | 1.45 m de altura, 1.47 m de ancho |
| Longitud de cabina     | 3.35 m                            | 4.14 m                            | 4.78 m                            | 5.28 m                            |
| Peso máx. al despegue  | 4,853 kg                          | 5,670 kg                          | 6,291 kg                          | 7,761 kg                          |
| Capacidad combustible  | 1,495 kg                          | 1,783 kg                          | 2,136 kg                          | 2,644 kg                          |
| Volumen combustible    | 1,862 l                           | 2,221 l                           | 2,661 l                           | 3,293 l                           |
| Carga útil             | 640 kg                            | 757 kg                            | 894 kg                            | 1,007 kg                          |
| Motor turbofan × 2     | FJ44-1AP-21                       | FJ44-3A-24                        | FJ44-3A                           | FJ44-4A                           |
| Empuje                 | 1,965 lb (8.74 kN)                | 2,490 lb (11.08 kN)               | 2,820 lb (12.54 kN)               | 3,621 lb (16.11 kN)               |
| Long. pista despegue   | 978 m                             | 1,024 m                           | 969 m                             | 1,039 m                           |
| Long. pista aterrizaje | 789 m                             | 908 m                             | 844 m                             | 896 m                             |
| Techo de vuelo         | 41 000 ft                         | 45 000 ft                         | 45 000 ft                         | 45 000 ft                         |
| Régimen de ascenso     | 3700 ft/m                         | 4100 ft/m                         | 4500 ft/m                         | 3800 ft/m                         |